# Lambertus Johannes Bruna
Lambertus Johannes Bruna (Deventer, 20 december 1822 – Enschede, 3 juni 1906) was een Nederlands schilder en fotograaf.

## Leven en werk
Bruna was een zoon van de huis- en decoratieschilder Johannes Bruna en Johanna Linck. Hij werd opgeleid bij Jacob Jansen Vredenburg aan de 'Teekenacademieschool' van de Maatschappij tot Nut van 't Algemeen in Deventer, en kreeg van hem ook privélessen. In 1841 schilderde hij het atelier van zijn leermeester en beeldde zichzelf daarbij links achter de ezel af. Jansen Vredenburg staat rechts, bij een portret dat hij maakte van zijn vrouw. Bruna won dat jaar twee zilveren medailles voor zijn werk. Dankzij een beurs van 't Nut kon hij (1842-1846) studeren aan de Koninklijke Academie voor Schone Kunsten van Antwerpen onder directeur Gustaaf Wappers  .
Bruna vestigde zich na zijn studie in Enschede, waar hij een eigen particuliere tekenschool opende. Hij trouwde er in 1848 met de weduwe Hinderika Meina van Bergen (1819-1895). Op de huwelijksakte staat ze als modemaakster vermeld en dat bleef ze na haar huwelijk nog een tijd. Bruna was van 1855 tot 1865 hoofd van de 'Bouwkundige Teekenschool ten behoeve van de Arbeidende klasse'. Later kreeg hij de leiding aan de 'Stadsteekenschool voor handwerkslieden, waar hij les gaf in Hand-en Bouwkundig Tekenen. Hij gaf ook privélessen aan kinderen uit de betere milieus.
Bruna schilderde genre- en figuurvoorstellingen, waarin hij het Twentse volksleven en boereninterieurs vastlegde. Ook portretteerde hij notabelen, waaronder leden van de fabrikantenfamilies Van Heek, Blijdenstein, Ter Kuile, Elderink en Scholten. Hij maakte een aantal voorstellingen van Enschede na de stadsbrand in 1862. In opdracht van de katholieke geestelijkheid vervaardigde hij al vroeg ook religieuze kunst, waaronder de kruiswegstaties voor minstens vijf katholieke kerken in Twente.
Met zijn werk nam hij deel aan diverse exposities, onder meer aan de tentoonstelling van Voorwerpen van Nijverheid en Kunst uit Overijssel en de tentoonstelling ter gelegenheid van het 50-jarig jubileum van de Teekenacademieschool in Deventer (1842, 1850), de tentoonstellingen van Levende Meesters in Den Haag (1849, 1853, 1857, 1869, 1872), Groningen (1856, 1858), de stadhuizen van Leeuwarden en Zwolle (1855) en bij Arti et Amicitiae en de Koninklijke Academie in Amsterdam (1857, 1865, 1868, 1871, 1874, 1877). In 2004 en 2005 was er in Museum Jannink in Enschede een overzichtstentoonstelling van zijn werk.
Fotograaf

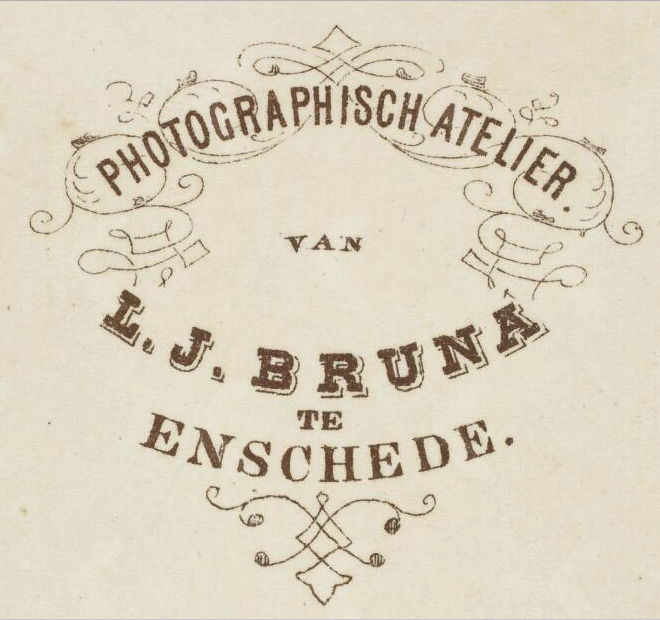
Detail achterkant carte de visite

Bij de stadsbrand raakte hij zijn huis en een deel van zijn schilderijencollectie kwijt. Hij bouwde een platencamera en ging zich ook bezighouden met fotografie. Samen met zijn vrouw had hij een fotozaak, waar carte de visite-foto's werden gemaakt. Bruna bewaarde de glasnegatieven voor nabestellingen of om er later een portret van te kunnen tekenen of schilderen. Hij was de eerste fotograaf die zich blijvend in Twente vestigde.
Bruna overleed op 83-jarige leeftijd. Hij is met zijn vrouw begraven op het voormalig Boerenkerkhof in Lonneker, nu Enschede.

## Werken (selectie)

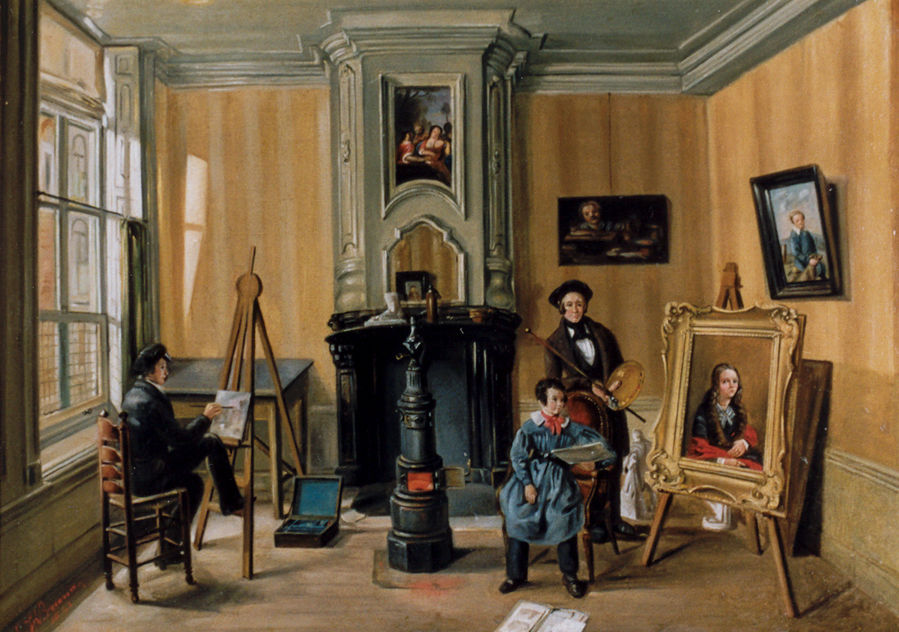
Schildersatelier van Jansen Vredenburg (1841), Deventer Musea
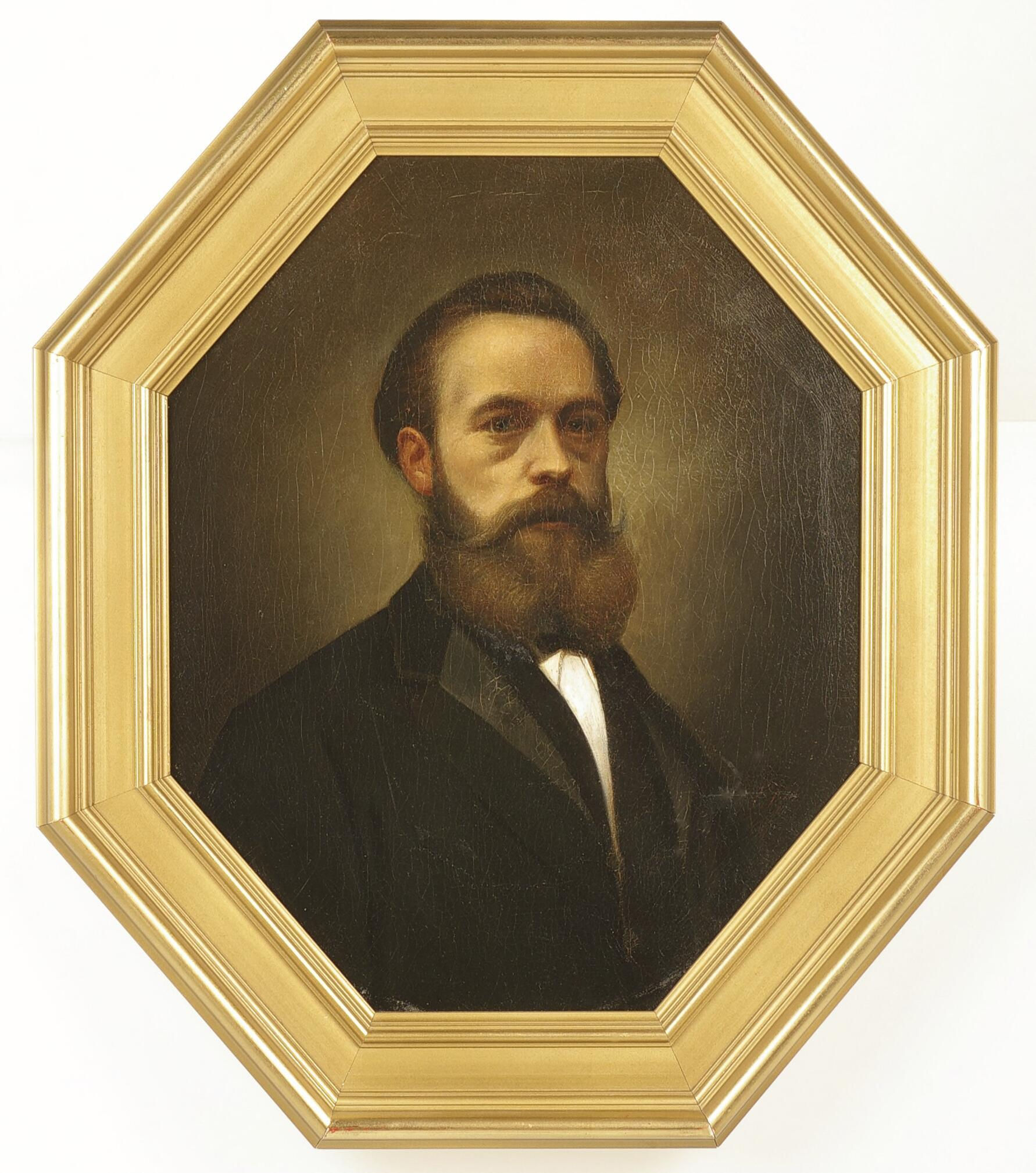
Jan Bernard Blijdenstein (1844-1877)
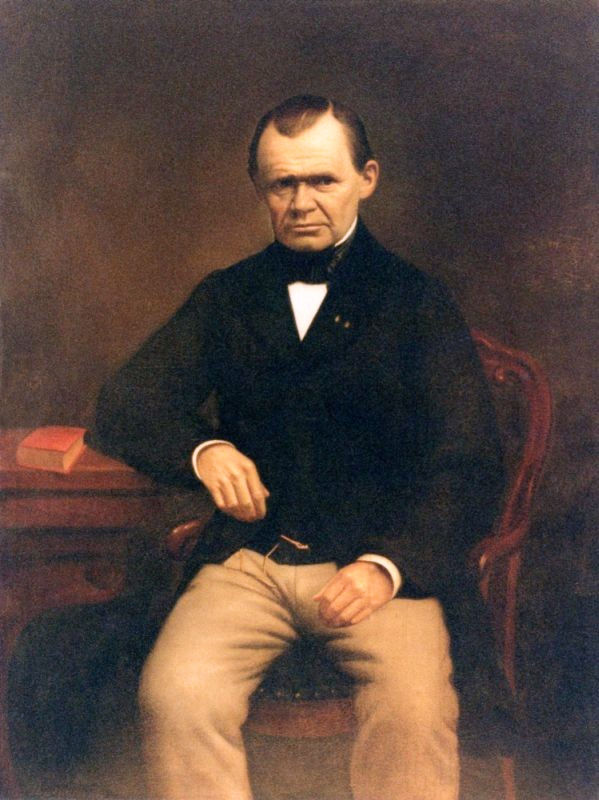
Hendrik Jan van Heek
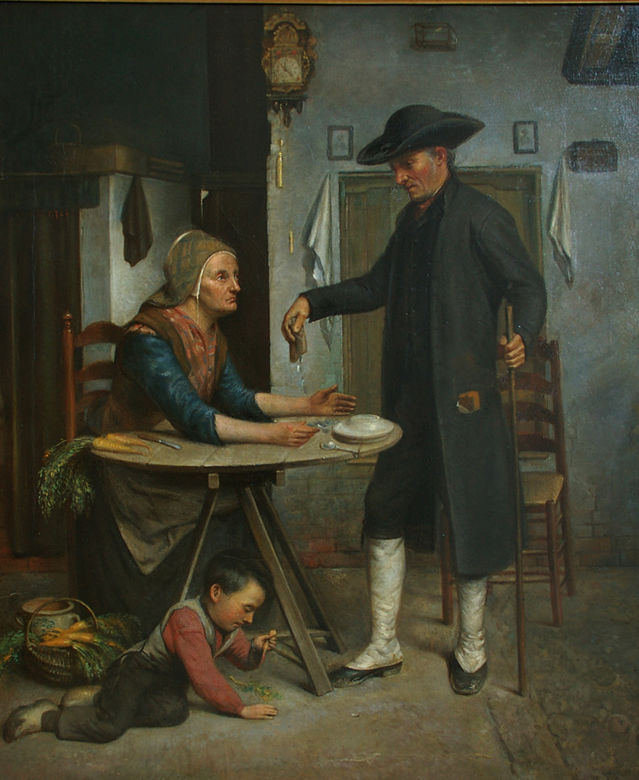
De verkochte koe (1860), De Museumfabriek
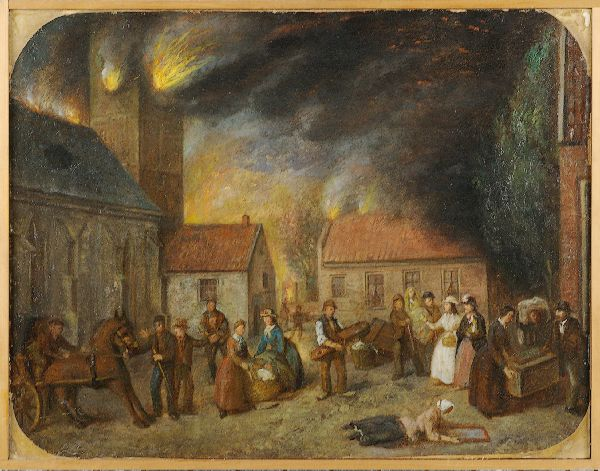
Stadsbrand van Enschede (1862), De Museumfabriek
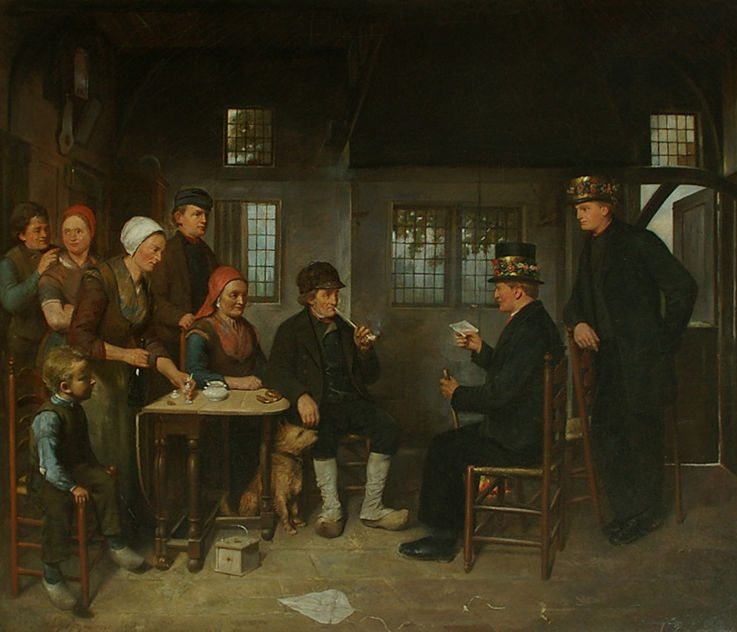
Brulfteneugers (1865), De Museumfabriek
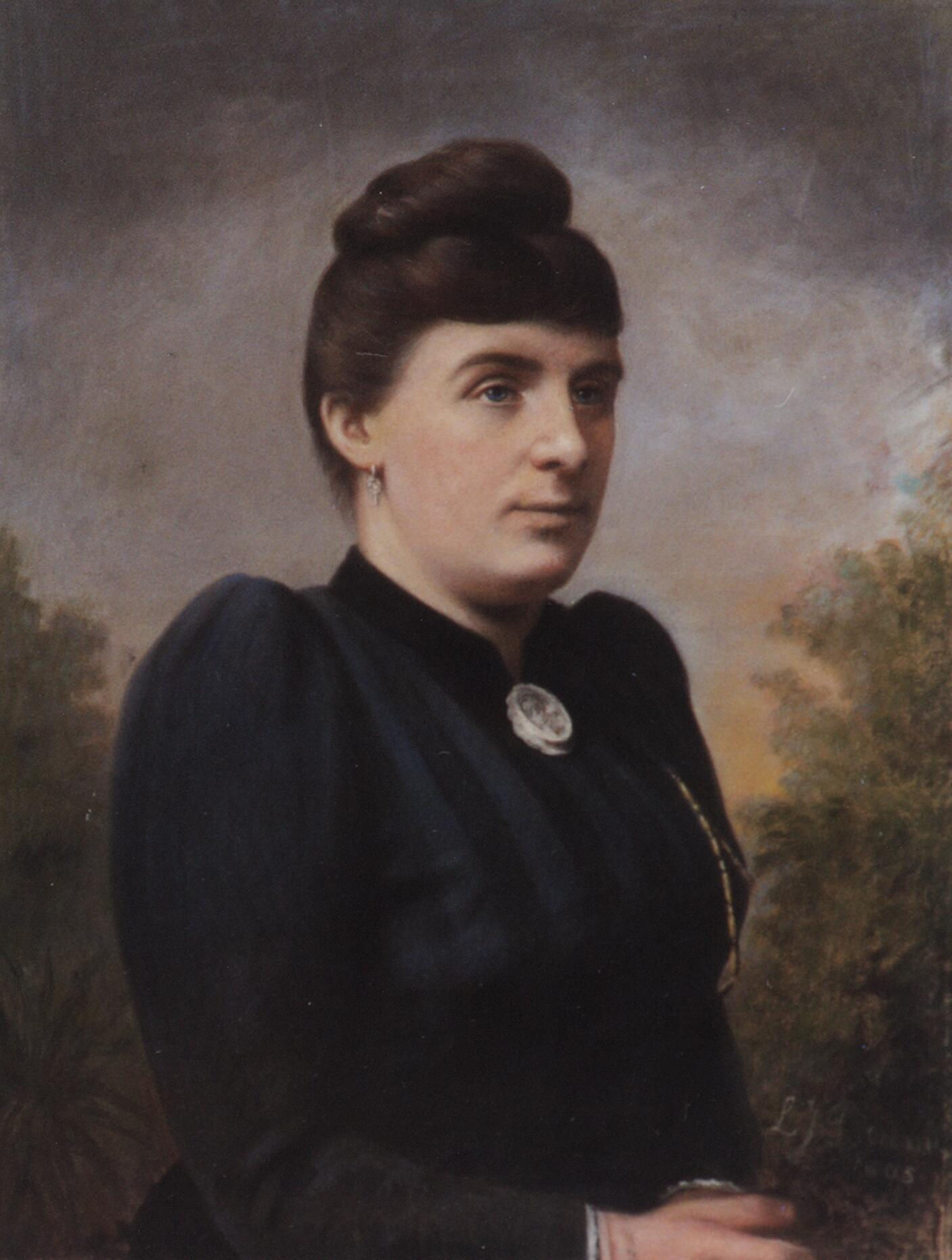
Hendrika Mijna Hofstede-Bruna (1895), De Museumfabriek
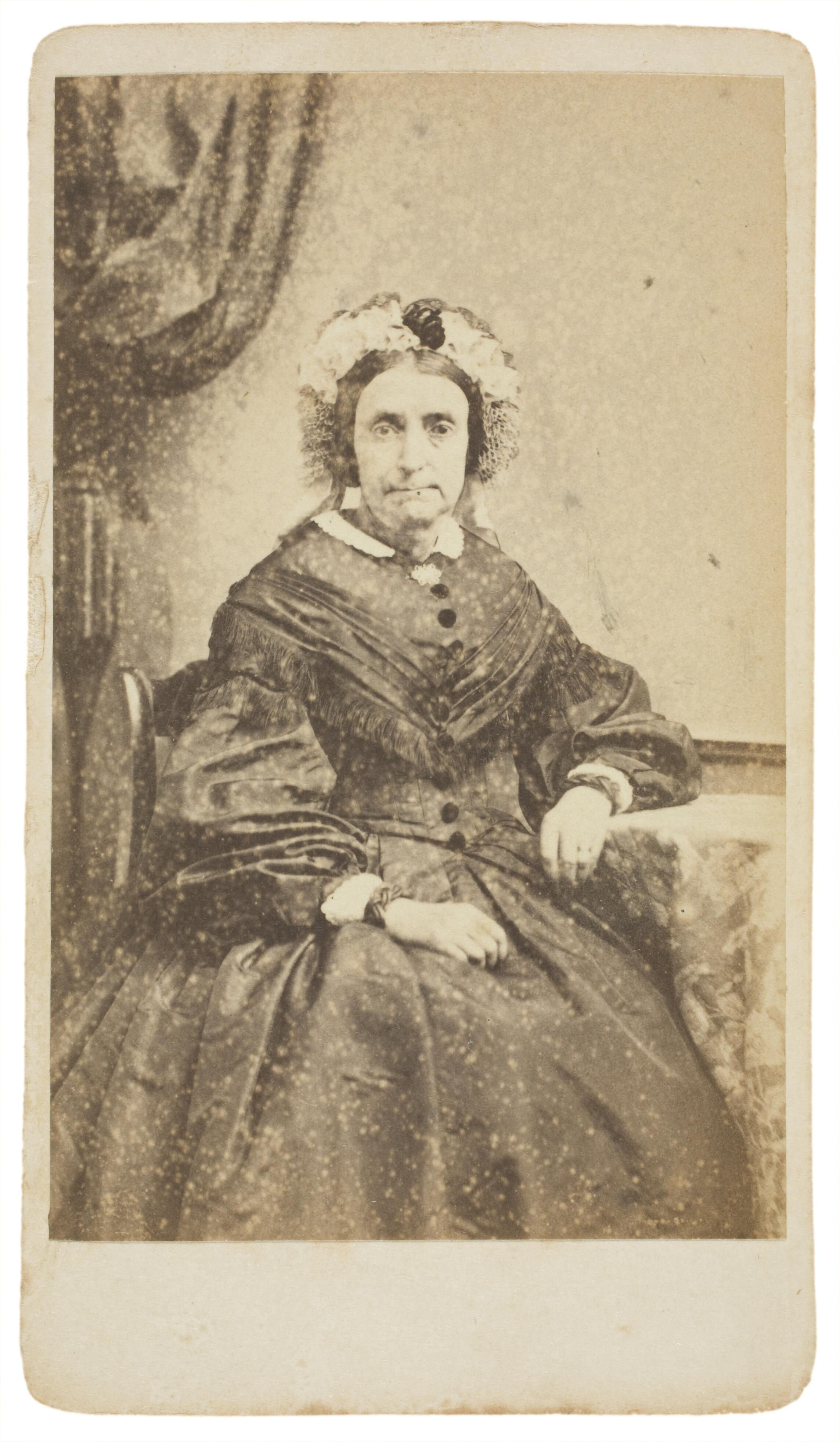
carte de visite
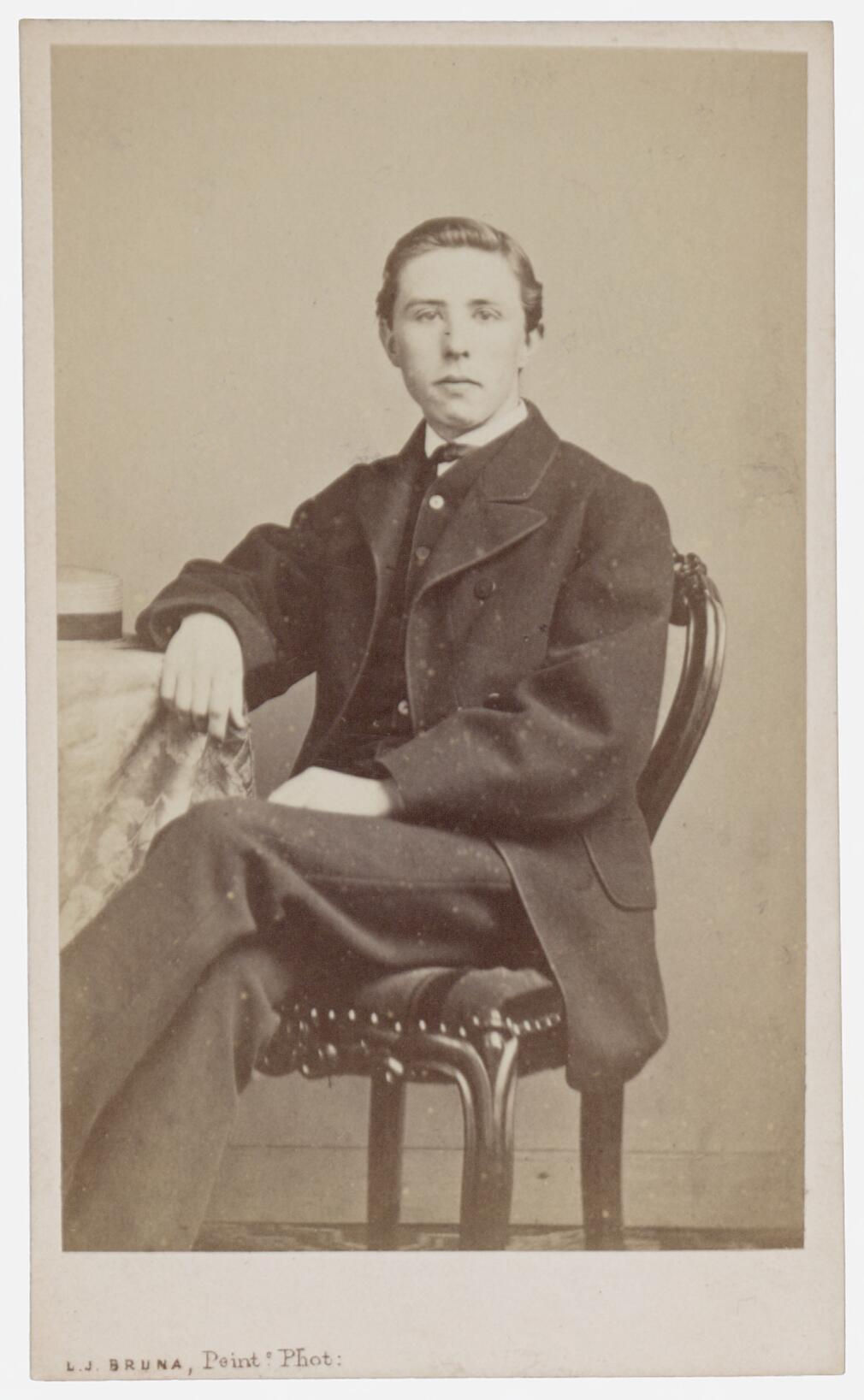
carte de visite van J.H. van Bloemen Waanders